# Hesketh Racing
Pour les articles homonymes, voir Hesketh (homonymie).
Hesketh Racing est une ancienne écurie de Formule 1 qui a disputé six saisons du championnat du monde entre 1973 et 1978. L'écurie a pris part à 52 Grands Prix, a signé sa seule victoire au Grand Prix des Pays-Bas 1975 et sa meilleure qualification est une seconde place sur la grille (James Hunt à deux reprises : États-Unis 1974 et Autriche 1975).

## Historique

### Débuts en sport automobile
L'aventure de Hesketh Racing commence en 1972, lorsque Lord Alexander Hesketh, jeune noble excentrique, troisième baron de la famille et passionné de sport automobile, et Anthony Horsley, pilote britannique de Formule 3 décident de fonder une écurie de sport automobile. Hesketh s'attache les services du jeune pilote britannique James Hunt, fraichement congédié de March en Formule 3, à la suite de différends avec Max Mosley. L'écurie engage ses deux pilotes dans de nombreux championnats européens de Formule 3, toutefois sans trouver la réussite. De ce fait, à la moitié de saison, Horsley raccroche les gants pour s'occuper de la gestion de l'écurie. 
Pour 1973, Hunt se retrouve seul pilote de l'écurie et Hesketh lui permet de conduire une Surtees de Formule 2, mais fidèle à sa réputation de pilote agressif, Hunt emboutit sa monture lors d'essais. Cela n’empêche pas Hesketh d'engager une Surtees de Formule 1 en lieu et place de celle de Formule 2 pour la Race of Champions. Et James Hunt parvient à monter sur le podium, terminant troisième, à trente-deux secondes du vainqueur Peter Gethin. À l'inverse de ce coup d'éclat, l'écurie ne s'impose pas en Formule 2. Suivant les conseils de Hunt et de Horsley, Hesketh tente le pari de s'engager en Formule 1, les deux pilotes ayant convaincu le baron que rester en Formule 2 ne serait qu'une perte de temps.

### Entrée fracassante en Formule 1
Pour amorcer ses débuts dans le pinacle du sport automobile, Hesketh achète une March 731, dont le châssis sera modifié par l'ingénieur anglais Harvey Postlethwaite, embauché par Hesketh comme directeur technique. Les nouveaux venus font rapidement sensation dans le monde de la Formule 1 : James Hunt détonne avec ses tenues débraillées, tandis qu'en marge des Grands Prix, Lord Hesketh multiplie les fêtes, plus fastueuses les unes que les autres. Sur la piste, en revanche, ils sont loin d'être ridicules. Le premier Grand Prix de l'écurie à Monaco, théâtre de la sixième épreuve du championnat du monde, s'avère encourageant : qualifié dix-huitième sur vingt-cinq, Hunt profite des abandons successifs tout au long de la course pour remonter jusqu'à la sixième place après soixante treize tours, avant d'abandonner sur casse moteur. Faisant l'impasse pour le GP de Suède, l'écurie fait son retour en France, espérant continuer dans la foulée de la performance monégasque. Partant de la quatorzième position, Hunt effectue un bon départ et se retrouve onzième dès le premier tour. Réalisant une course solide, Hunt décroche le point de la sixième place. En Grande-Bretagne, Hunt termine quatrième après une fin de course mouvementée avec Revson, Peterson et Hulme et signe le meilleur tour de la course en toute fin d'épreuve. Le pilote anglais est en verve, il s'adjuge la troisième place du GP des Pays-Bas et signe la meilleure performance de la saison de Hesketh Racing en empochant la deuxième place aux États-Unis, réalisant au passage le meilleur tour de l'épreuve, mais fut contenu tout le long de la course par Ronnie Peterson, le privant du sésame pour 668 millièmes. Hunt termine huitième du classement général, avec quatorze points au compteur. Étant engagé avec un châssis client, Hesketh Racing est inéligible pour le classement constructeurs.

### Débuts et réussites en tant que constructeur

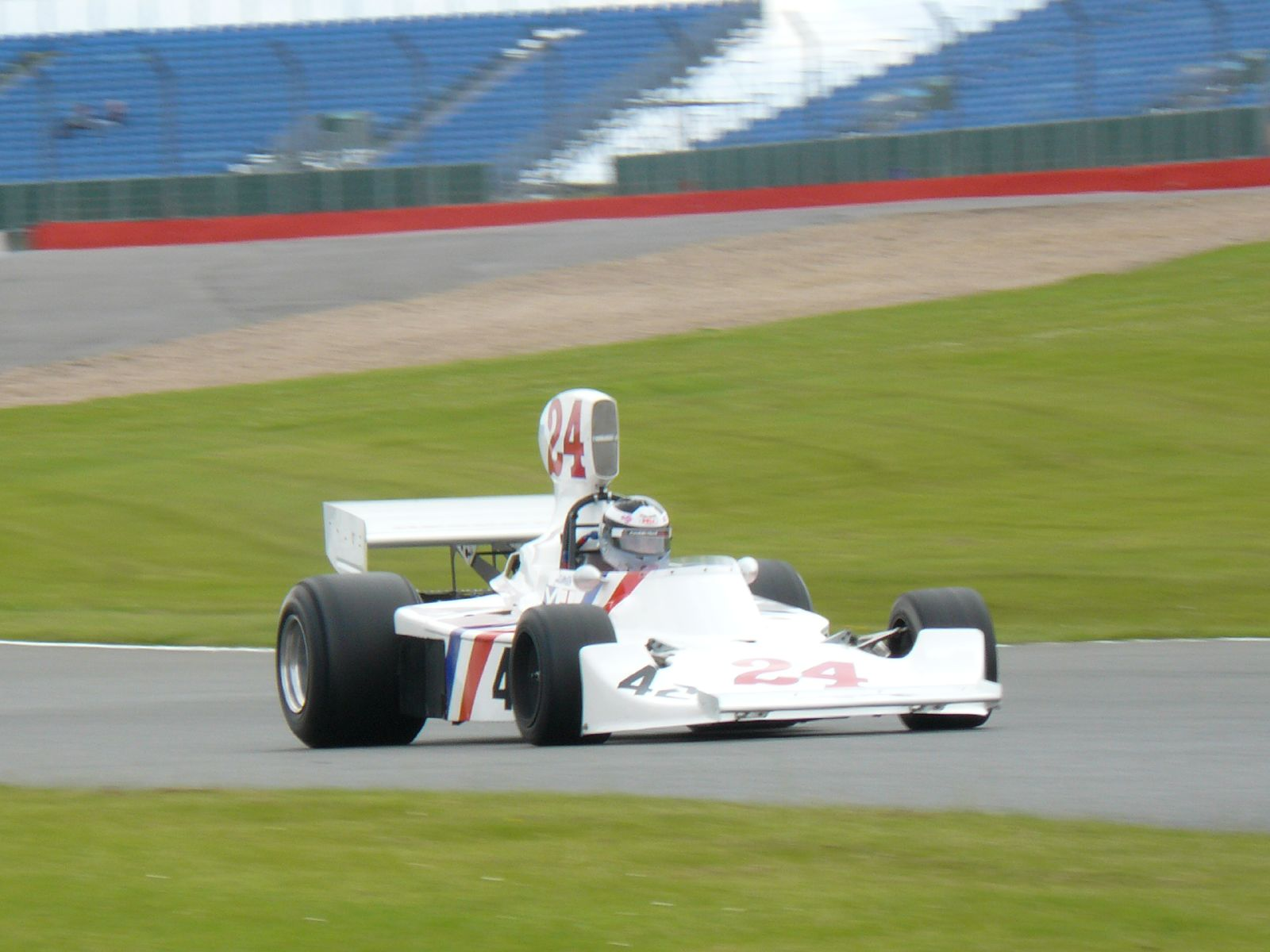
La Hesketh 308 pilotée par le fils de James Hunt, Freddie.

Pour la saison 1974, en attente de la nouvelle voiture conçue par Postlethwaite, James Hunt doit se contenter de la vieillissante March 731 pour les deux premiers GP. En Argentine, malgré une bonne place sur la grille de départ (parti cinquième), sa course est rapidement écourtée par une surchauffe moteur, le contraignant à abandonner. Au Brésil, il réalise une course moyenne dans le peloton et clôt l'épreuve en neuvième position. Ce n'est qu'en Afrique du Sud qu'apparait la Hesketh 308 de Harvey Postlethwaite, motorisée par un Ford-Cosworth DFV V8 à 90° et vierge de sponsors (Lord Hesketh pouvait se permettre le luxe de se passer de partenaires commerciaux). Initialement, Hesketh désirait concevoir son propre moteur composé de 12 cylindres en V, mais cela n'a jamais abouti. S'élançant de la quatorzième position, Hunt réussit le départ parfait et s'empare de la cinquième place dès le premier tour. Il la conserve jusqu'à son retrait au treizième tour, causé par une rupture de transmission. Ce n'est malheureusement pas un problème mécanique isolé. La 308 rencontre de nombreux incidents tout au long de la saison (huit abandons au cours des treize Grand Prix auxquels la 308 est engagée). En revanche, Hunt profite de l'absence des Ferrari et des abandons des favoris pour remporter l'International Trophy. En championnat du monde, hormis une anonyme dixième place en Espagne, Hunt se classe à trois reprises sur le podium en troisième position (Suède, Autriche et États-Unis), ainsi qu'en quatrième position au Canada. La tournée américaine s'est avérée fructueuse pour Hesketh car elle lui permet de décrocher la sixième place finale du championnat constructeurs avec quinze points. Entretemps, le frère de Jody Scheckter, Ian, a tenté de se qualifier en Autriche, en vain.

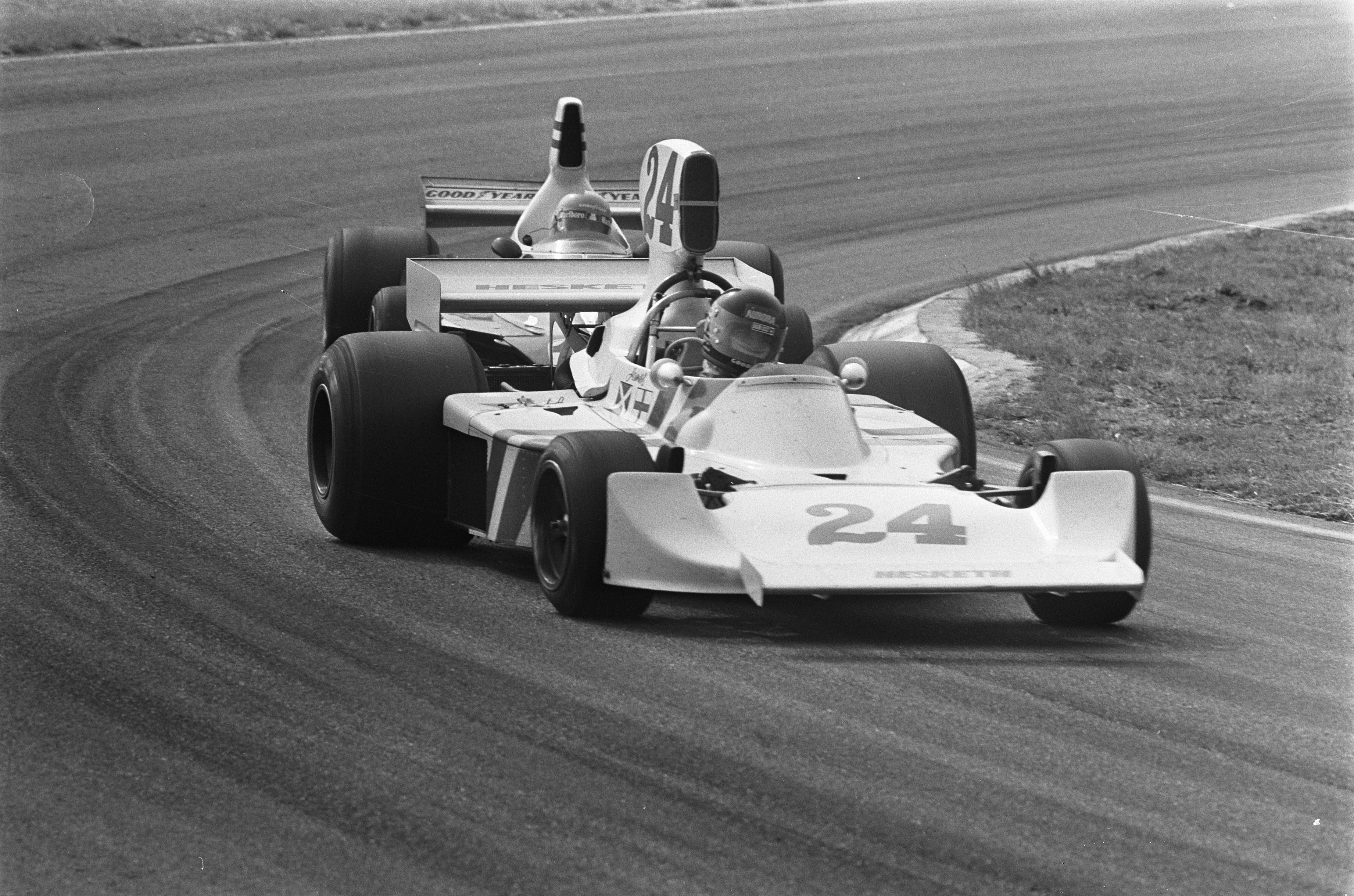
James Hunt lors du Grand Prix des Pays-Bas, devant Niki Lauda.

En 1975, certaines 308 sont vendues à des écuries privées, tels que Harry Stiller Racing, Warsteiner Brewery et Polar Caravans. Mais contrairement à James Hunt, les pilotes engagés au sein de ces écuries n'eurent que des résultats en deçà des points, le meilleur classement fut celui de Harald Ertl, une huitième place en Allemagne. Si les pilotes privés ne bénéficient pas pleinement du potentiel de la 308, Hunt enchaine les bonnes performances. Dès le premier Grand Prix sur les terres argentines, il monte sur la deuxième marche du podium, après s'être élancé de la sixième place de la grille de départ. Il marque ensuite le point de la sixième position au Brésil avant d'essuyer cinq abandons consécutifs. Puis vient le Grand Prix des Pays-Bas. En qualifications, Hunt s'immisce en troisième place, avec un temps de 1 min 20 s 70, soit 41 centièmes de retard sur le poleman Niki Lauda. Au départ, il perd une place au profit de Jody Scheckter. Au quinzième tour, lors de la première valse des arrêts aux stands, Hunt chausse les pneus lisses et parvient à s'emparer de la tête de la course. Talonné par Jean-Pierre Jarier, puis par Lauda, il tiendra la tête jusqu'à la ligne d'arrivée pour 1 s 06 d'avance, signant d'une part sa première victoire, mais également l'unique succès de l'écurie Hesketh en championnat du monde. Dans la foulée du week-end victorieux, Hunt enchaine avec une seconde place en France, puis une quatrième place à domicile, après avoir mené huit tours en fin de course. Hunt termine la saison en fanfare avec un nouveau podium, ainsi que les deux derniers GP dans les points au volant de la nouvelle 308C, qui se révéla difficile à conduire. Ces performances notables se soldent sur une quatrième place finale à la fin de la saison et permet à Hesketh de réaliser sa meilleure saison de son existence, se hissant à la quatrième place du championnat avec 33 points.

### La fin de l'aventure Hesketh en Formule 1

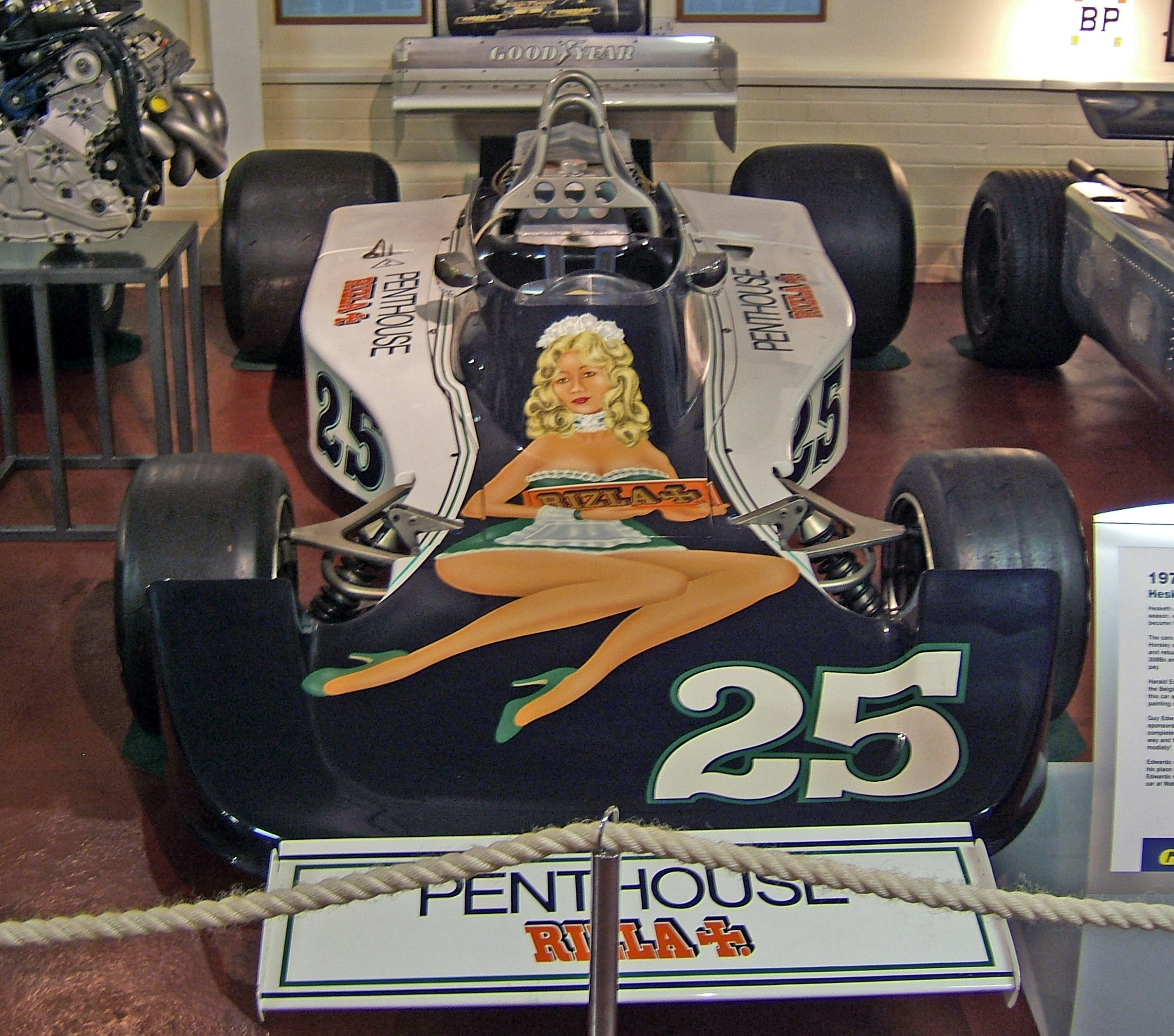
La Hesketh 308D avec la livrée de Penthouse et de Rizla+

Pour la saison 1976, Hesketh espère garder James Hunt dans ses rangs, mais les bonnes prouesses de l'Anglais attirent de nombreuses écuries. Chez McLaren, c'est la stupeur lorsque Emerson Fittipaldi décide contre toute attente de monter sa propre écurie en compagnie de son frère Wilson avec le support de la Corporation du Sucre brésilien. C'est alors que James Hunt saute sur l'occasion pour prendre le baquet vacant du Brésilien. Hesketh se retrouvant sans pilote et à court d'argent dû à l'absence de sponsors, ce premier décide de mettre la clef sous la porte. Il vend ses dernières 308 à Frank Williams, avant que Walter Wolf rachète 60 % de Williams F1 Team pour former l'écurie Walter Wolf Racing. Contraint de trouver une autre voie, Postlethwaite trouve refuge dans l'écurie basée à Grove. Anthony Horsley est alors seul aux commandes de l'écurie. Il reprend la 308D, monoplace reconçue par Postlethwaite avant son départ. Il engage en premier lieu Harald Ertl. L'Autrichien a déjà conduit sur une Hesketh la saison précédente. Mais les résultats ne sont pas au rendez-vous, Ertl essuie trois non-qualifications sur les cinq premiers Grand Prix de l'écurie cette saison. Il sera rejoint par Guy Edwards à partir du GP de Belgique, mais ne fait pas mieux. Tout au long de la saison, aucun des quatre pilotes engagés n'inscrit le moindre point, le meilleur résultat étant une septième place à Silverstone par Harald Ertl.

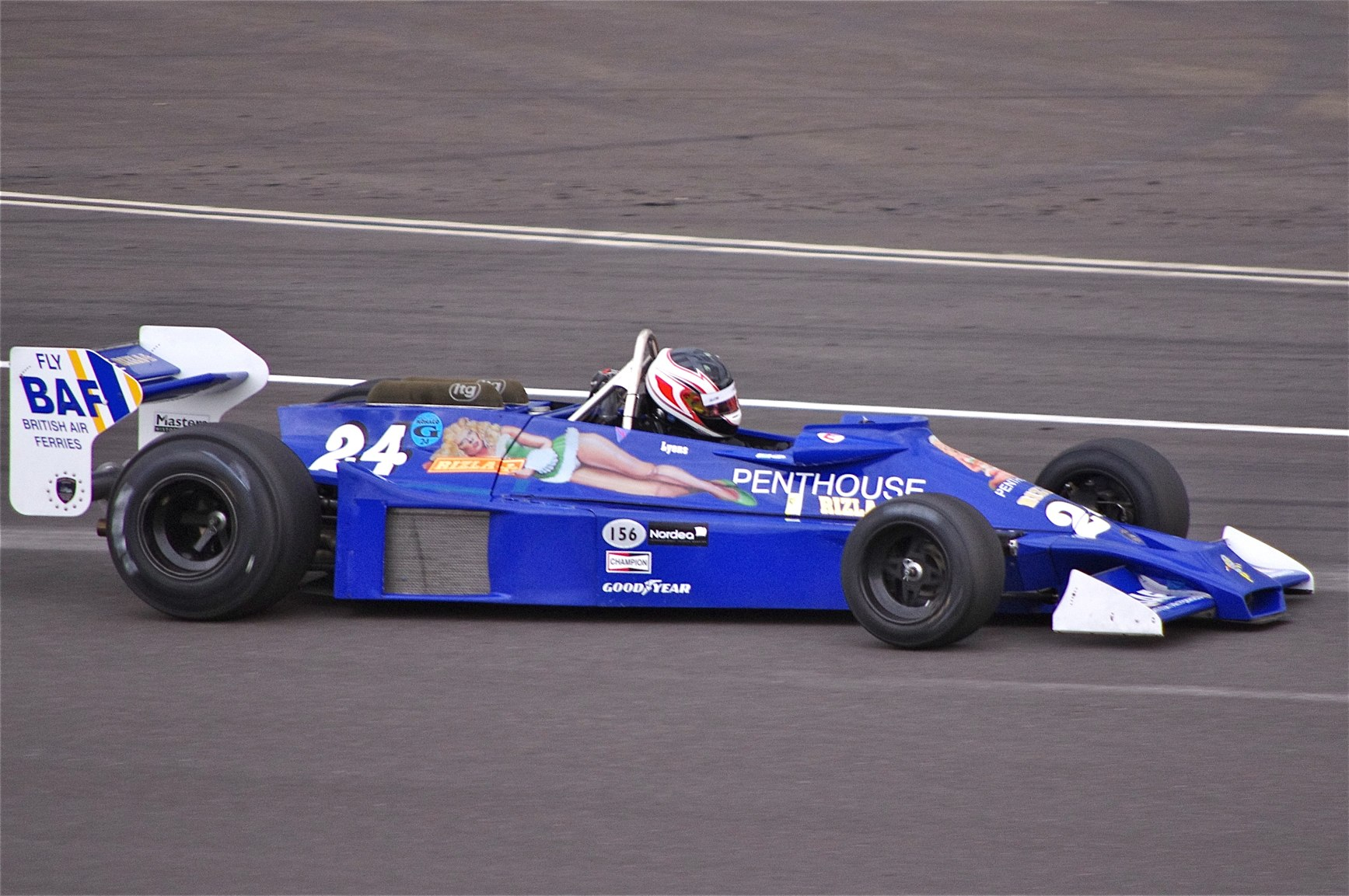
La Hesketh 308E lors du Silverstone Classic en 2011

Frank Dernie est préposé à la conception de la nouvelle monoplace pour 1977, la 308E. Mais elle n'arrive qu'à partir du cinquième Grand Prix, en Espagne. Harald Ertl rempile pour une troisième saison et est épaulé par Rupert Keegan qui fait ses premiers pas en Formule 1. Après cinq Grand Prix, Keegan surpasse Ertl, en difficulté. Ce dernier est d'ailleurs licencié par Horsley. Entretemps, Héctor Rebaque fait également ses armes en Formule 1 mais connait un échec cuisant avec un seul départ pour huit engagements. Il est imité, sur la même période, par Ian Ashley (un départ pour cinq engagements). Seul Keegan est parvenu à rejoindre la grille de départ lors de tous ses engagements, mais n'inscrit aucun point, ayant pour meilleur résultat une septième place en Autriche. De nouveau un zéro pointé pour le constructeur britannique. La saison suivante, Hesketh est au bord de la faillite par le manque de résultats probants. Et l'arrivée de Divina Galica, Eddie Cheever et Derek Daly ne font qu'amenuiser la situation de l'écurie. La pilote britannique échoue lors de ses deux tentatives lors des deux premiers Grands Prix, l'Américain parvient à se qualifier en vingt-cinquième position mais renonce à la huitième boucle sur casse moteur, et l'Irlandais rate le départ à trois reprises (deux non-préqualification et une non-qualification) et abandonne sur accident à l'International Trophy. Horsley doit se rendre à l'évidence et arrêter l'aventure Hesketh en Formule 1.

## Victoires en Formule 1
| no | Saison | Grand Prix              | Manche | Monoplace   | Vainqueur  |
| -- | ------ | ----------------------- | ------ | ----------- | ---------- |
| 1  | 1975   | Grand Prix des Pays-Bas | 08/14  | Hesketh 308 | James Hunt |

## Résultats en championnat du monde
| Saison | Écurie                         | Châssis                  | Moteur        | Pneus              | Pilotes                                | Grands Prix disputés | Points inscrits | Classement |
| ------ | ------------------------------ | ------------------------ | ------------- | ------------------ | -------------------------------------- | -------------------- | --------------- | ---------- |
| 1973   | Hesketh Racing                 | March 731                | Ford-Cosworth | Goodyear           | James Hunt                             | 7                    | 14              | Non engagé |
| 1974   | Hesketh Racing                 | Hesketh 308              | Ford-Cosworth | Firestone Goodyear | James Hunt Ian Scheckter               | 13                   | 15              | 8e         |
| 1975   | Hesketh Racing                 | Hesketh 308 Hesketh 308C | Ford-Cosworth | Goodyear           | James Hunt Brett Lunger                | 14                   | 33              | 4e         |
| 1976   | Hesketh Racing                 | Hesketh 308D             | Ford-Cosworth | Goodyear           | Harald Ertl                            | 11                   | 0               | Non classé |
| 1977   | Hesketh Racing                 | Hesketh 308E             | Ford-Cosworth | Goodyear           | Harald Ertl Héctor Rebaque Ian Ashley  | 5                    | 0               | Non classé |
| 1978   | Olympus Cameras Hesketh Racing | Hesketh 308E             | Ford-Cosworth | Goodyear           | Divina Galica Eddie Cheever Derek Daly | 6 (1)                | 0               | Non classé |

| Saison | Écurie                              | Châssis      | Moteur        | Pneus    | Pilotes                    | Grands Prix disputés |
| ------ | ----------------------------------- | ------------ | ------------- | -------- | -------------------------- | -------------------- |
| 1975   | Custom Made Harry Stiller Racing    | Hesketh 308  | Ford-Cosworth | Goodyear | Alan Jones                 | 4                    |
| 1975   | Warsteiner Brewery                  | Hesketh 308  | Ford-Cosworth | Goodyear | Harald Ertl                | 3                    |
| 1975   | Polar Caravans                      | Hesketh 308  | Ford-Cosworth | Goodyear | Torsten Palm               | 1                    |
| 1976   | Penthouse Rizla Racing with Hesketh | Hesketh 308D | Ford-Cosworth | Goodyear | Guy Edwards Alex Ribeiro   | 4                    |
| 1976   | Penthouse Rizla Racing              | Hesketh 308D | Ford-Cosworth | Goodyear | Guy Edwards                | 1                    |
| 1976   | Hesketh Racing with Rizla Penthouse | Hesketh 308D | Ford-Cosworth | Goodyear | Harald Ertl Rolf Stommelen | 2                    |
| 1977   | Penthouse Rizla Racing              | Hesketh 308E | Ford-Cosworth | Goodyear | Rupert Keegan              | 12                   |

## Palmarès des châssis 308

### Saison 1974
| Date              | Épreuve                            | 308/01         | 308/02     | 308/03     |
| ----------------- | ---------------------------------- | -------------- | ---------- | ---------- |
| 17 mars 1974      | Course des Champions               | ab. (Hunt)     | -          | -          |
| 30 mars 1974      | Grand Prix d'Afrique du Sud        | ab. (Hunt)     | -          | -          |
| 7 avril 1974      | Daily Express International Trophy | 1er (Hunt)     | -          | -          |
| 28 avril 1974     | Grand Prix d’Espagne               | Mulet          | 10e (Hunt) | -          |
| 12 mai 1974       | Grand Prix de Belgique             | Mulet          | ab. (Hunt) | -          |
| 26 mai 1974       | Grand Prix de Monaco               | -              | ab. (Hunt) | -          |
| 9 juin 1974       | Grand Prix de Suède                | -              | 3e (Hunt)  | -          |
| 23 juin 1974      | Grand Prix des Pays-Bas            | Mulet          | ab. (Hunt) | -          |
| 7 juillet 1974    | Grand Prix de France               | Mulet          | ab. (Hunt) | -          |
| 20 juillet 1974   | Grand Prix de Grande-Bretagne      | Mulet          | -          | ab. (Hunt) |
| 4 août 1974       | Grand Prix d'Allemagne             | Mulet          | -          | ab. (Hunt) |
| 18 août 1974      | Grand Prix d’Autriche              | nq (Scheckter) | -          | 3e (Hunt)  |
| 8 septembre 1974  | Grand Prix d’Italie                | -              | -          | ab. (Hunt) |
| 22 septembre 1974 | Grand Prix du Canada               | -              | 4e (Hunt)  | Mulet      |
| 6 octobre 1974    | Grand Prix des États-Unis          | -              | 3e (Hunt)  | Mulet      |

- Note : accidenté le 7 juillet lors du GP de France, le châssis 308/02 fut réparé et modifié en configuration B (MkII) - réutilisé à partir du GP du Canada en septembre.

### Saison 1975
| Date             | Épreuve                       | 308/01      | 308/02     | 308/03       | 308C/1    |
| ---------------- | ----------------------------- | ----------- | ---------- | ------------ | --------- |
| 12 janvier 1975  | Grand Prix d'Argentine        | Mulet       | -          | 2e (Hunt)    | -         |
| 26 janvier 1975  | Grand Prix du Brésil          | Mulet       | -          | 6e (Hunt)    | -         |
| 1er mars 1975    | Grand Prix d'Afrique du Sud   | -           | -          | ab. (Hunt)   | -         |
| 27 avril 1975    | Grand Prix d’Espagne          | ab. (Jones) | ab. (Hunt) | -            | -         |
| 11 mai 1975      | Grand Prix de Monaco          | ab. (Jones) | ab. (Hunt) | nq (Palm)    | -         |
| 25 mai 1975      | Grand Prix de Belgique        | ab. (Jones) | ab. (Hunt) | Mulet        | -         |
| 8 juin 1975      | Grand Prix de Suède           | 11e (Jones) | ab. (Hunt) | 10e (Palm)   | -         |
| 22 juin 1975     | Grand Prix des Pays-Bas       | -           | 1er (Hunt) | Mulet        | -         |
| 6 juillet 1975   | Grand Prix de France          | -           | 2e (Hunt)  | Mulet        | -         |
| 19 juillet 1975  | Grand Prix de Grande-Bretagne | -           | 4e (Hunt)  | -            | -         |
| 3 août 1975      | Grand Prix d'Allemagne        | 8e (Ertl)   | ab. (Hunt) | -            | Mulet     |
| 17 août 1975     | Grand Prix d’Autriche         | ab. (Ertl)  | 2e (Hunt)  | 13e (Lunger) | -         |
| 24 août 1975     | Grand Prix de Suisse          | -           | -          | -            | 8e (Hunt) |
| 7 septembre 1975 | Grand Prix d’Italie           | 9e (Ertl)   | Mulet      | 10e (Lunger) | 5e (Hunt) |
| 5 octobre 1975   | Grand Prix des États-Unis     | -           | Mulet      | ab. (Lunger) | 4e (Hunt) |

- Note : le châssis 308/01 est en configuration B à partir du GP d'Espagne, les châssis 308/02 et 308/03 effectuant toute la saison dans cette configuration (radiateurs latéraux).

### Saison 1976
| Date              | Épreuve                                    | 308/02          | 308/03        |
| ----------------- | ------------------------------------------ | --------------- | ------------- |
| 6 mars 1976       | Grand Prix d'Afrique du Sud                | -               | 15e (Ertl)    |
| 14 mars 1976      | Course des Champions                       | -               | ab. (Ertl)    |
| 28 mars 1976      | Grand Prix automobile des États-Unis Ouest | -               | nq (Ertl)     |
| 11 avril 1976     | Daily Express International Trophy         | -               | ab. (Edwards) |
| 2 mai 1976        | Grand Prix d’Espagne                       | -               | nq (Ertl)     |
| 16 mai 1976       | Grand Prix de Belgique                     | nq (Edwards)    | ab. (Ertl)    |
| 30 mai 1976       | Grand Prix de Monaco                       | -               | nq (Ertl)     |
| 13 juin 1976      | Grand Prix de Suède                        | -               | ab. (Ertl)    |
| 4 juillet 1976    | Grand Prix de France                       | 17e (Edwards)   | nq (Ertl)     |
| 17 juillet 1976   | Grand Prix de Grande-Bretagne              | ab. (Edwards)   | 7e (Ertl)     |
| 1er août 1976     | Grand Prix d'Allemagne                     | 15e (Edwards)   | ab. (Ertl)    |
| 15 août 1976      | Grand Prix d’Autriche                      | -               | 8e (Ertl)     |
| 29 août 1976      | Grand Prix des Pays-Bas                    | 12e (Stommelen) | ab. (Ertl)    |
| 12 septembre 1976 | Grand Prix d’Italie                        | FF (Edwards)    | 16e (Ertl)    |
| 3 octobre 1976    | Grand Prix du Canada                       | 19e (Edwards)   | FF (Ertl)     |
| 10 octobre 1976   | Grand Prix des États-Unis Est              | 12e (Ribeiro)   | 13e (Ertl)    |
| 24 octobre 1976   | Grand Prix du Japon                        | -               | 8e (Ertl)     |

- Note : les châssis 02 et 03 apparaissent modifiés en configuration D en mai (suppression de la prise d'air de type 'cheminée')

### Saison 1977
| Date              | Épreuve                       | 308E/1       | 308E/2       | 308E/3        | 308E/4       |
| ----------------- | ----------------------------- | ------------ | ------------ | ------------- | ------------ |
| 20 mars 1977      | Course des Champions          | 8e (Keegan)  | -            | -             | -            |
| 8 mai 1977        | Grand Prix d’Espagne          | ab. (Keegan) | ab. (Ertl)   | -             | -            |
| 22 mai 1977       | Grand Prix de Monaco          | 12e (Keegan) | nq (Ertl)    | -             | -            |
| 5 juin 1977       | Grand Prix de Belgique        | ab. (Keegan) | 9e (Ertl)    | nq (Rebaque)  | -            |
| 19 juin 1977      | Grand Prix de Suède           | Mulet        | 16e (Ertl)   | 13e (Keegan)  | -            |
| 3 juillet 1977    | Grand Prix de France          | 10e (Keegan) | nq (Ertl)    | nq (Rebaque)  | -            |
| 16 juillet 1977   | Grand Prix de Grande-Bretagne | -            | FF (Ertl)    | ab. (Keegan)  | Mulet        |
| 31 juillet 1977   | Grand Prix d'Allemagne        | -            | Mulet        | ab. (Rebaque) | ab. (Keegan) |
| 14 août 1977      | Grand Prix d’Autriche         | -            | nq (Rebaque) | nq (Ashley)   | 7e (Keegan)  |
| 28 août 1977      | Grand Prix des Pays-Bas       | -            | nq (Rebaque) | ab. (Keegan)  | Mulet        |
| 11 septembre 1977 | Grand Prix d’Italie           | -            | nq (Ashley)  | 9e (Keegan)   | -            |
| 2 octobre 1977    | Grand Prix des États-Unis Est | 8e (Keegan)  | 17e (Ashley) | Mulet         | -            |
| 9 octobre 1977    | Grand Prix du Canada          | ab. (Keegan) | nq (Ashley)  | Mulet         | -            |

- Notes : en Grande-Bretagne, Keegan utilise la voiture de Rebaque (non qualifié) pour la course ; aux Pays-Bas, Keegan utilise la voiture d'Ashley (non qualifié) pour la course ; au Canada, Ashley est victime d'un grave accident lors de la première séance d'essais.

### Saison 1978
| Date            | Épreuve                                    | 308E/3       | 308E/4 | 308E/5        |
| --------------- | ------------------------------------------ | ------------ | ------ | ------------- |
| 15 janvier 1978 | Grand Prix d'Argentine                     | nq (Galica)  | Mulet  | -             |
| 29 janvier 1978 | Grand Prix du Brésil                       | nq (Galica)  | -      | -             |
| 4 mars 1978     | Grand Prix d'Afrique du Sud                | -            | -      | ab. (Cheever) |
| 19 mars 1978    | Daily Express International Trophy         | ab. (Galica) | -      | ab. (Daly)    |
| 2 avril 1978    | Grand Prix automobile des États-Unis Ouest | -            | -      | npq (Daly)    |
| 7 mai 1978      | Grand Prix de Monaco                       | -            | -      | npq (Daly)    |
| 21 mai 1978     | Grand Prix de Belgique                     | -            | -      | nq (Daly)     |

Légende :
- ab. = abandon
- nq = non qualifié
- npq = non pré-qualifié